# Cray-1

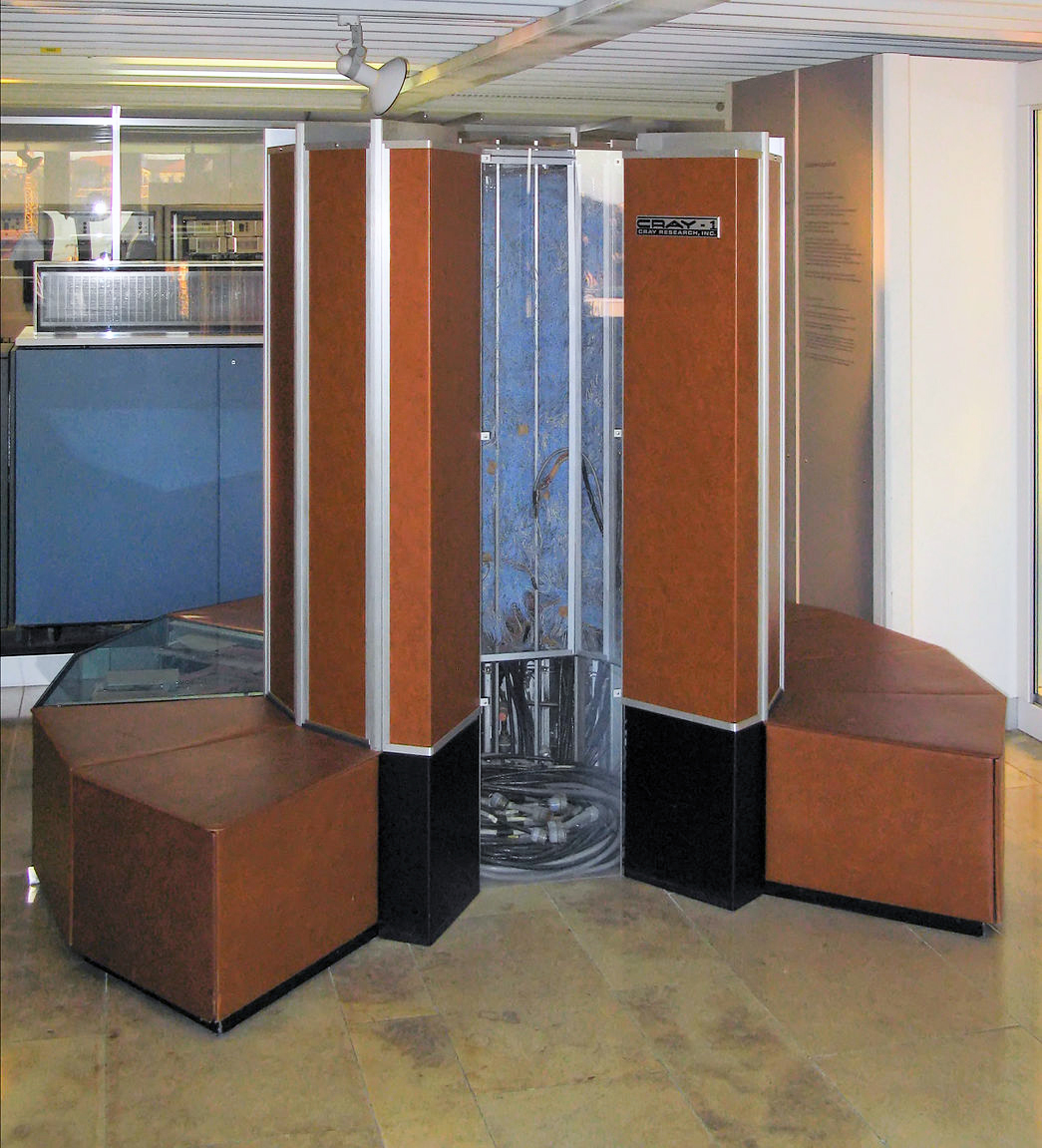
Cray-1 preservado no Deutsches Museum

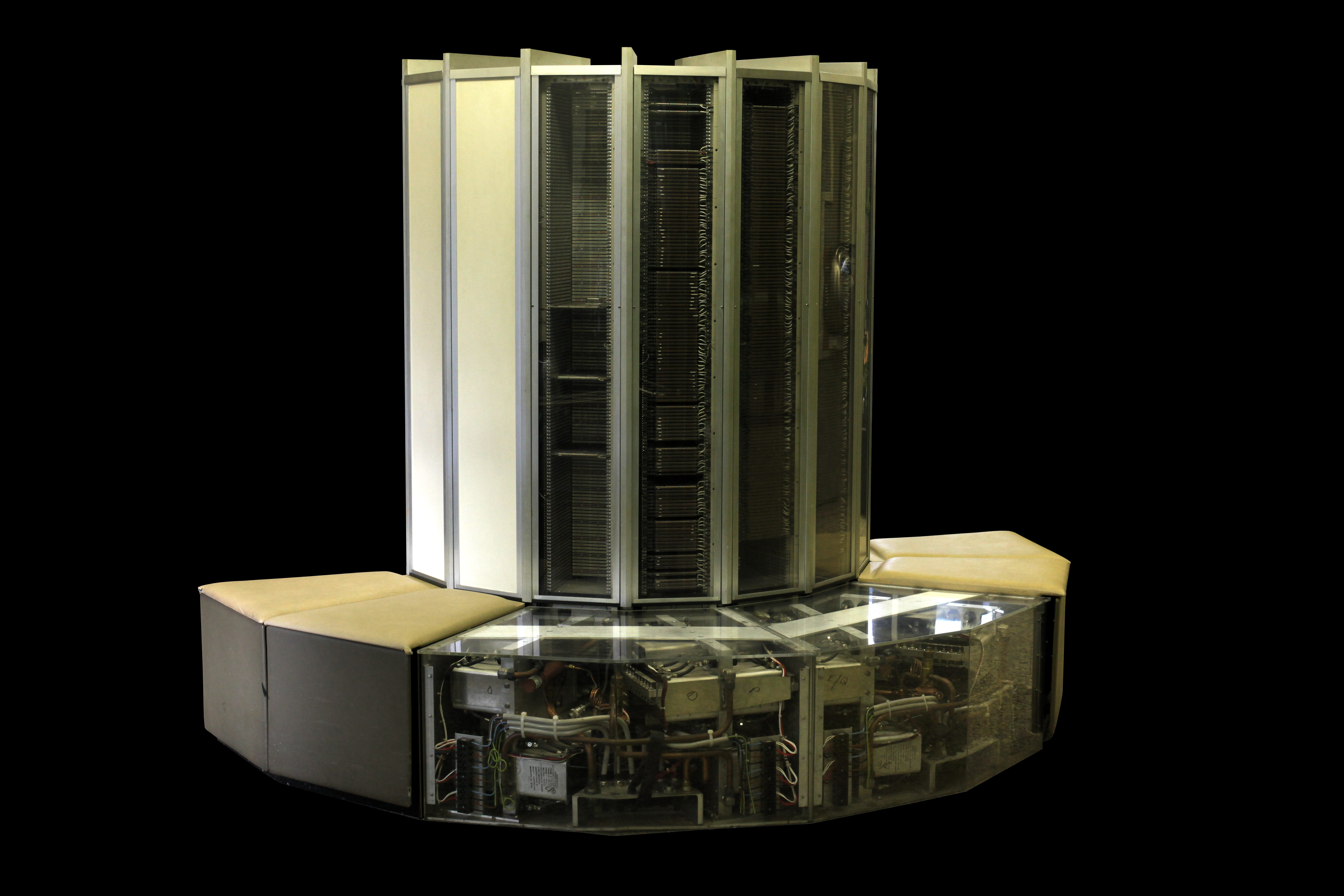
Cray-1 com partes internas expostas no EPFL

O Cray-1 foi um supercomputador desenvolvido e manufacturado pela Cray Research.
O primeiro Cray-1 foi desenvolvido em 1976.

## Museus
Cray-1 está disponponível à visualisação nas seguintes localidades:
- Bradbury Science Museum em Los Alamos, New Mexico
- Chippewa Falls Museum of Industry and Technology em Chippewa Falls, Wisconsin
- Nos escritórios da Cray Inc. do Cray Plaza em St. Paul, Minnesota
- Computer History Museum em Mountain View, California[4]
- DigiBarn Computer Museum[5]
- Deutsches Museum em Munique
- École Polytechnique Fédérale de Lausanne em Lausanne, Suíça
- National Center for Atmospheric Research em Boulder, Colorado[6]
- O National Cryptologic Museum expõe um similar, ligeiramente maior Cray X-MP
- National Air and Space Museum em Washington, D.C.[7]
- Science Museum em Londres[8]
- Swedish National Museum of Science and Technology em Estocolmo, Suécia[9]

## Outras imagens do Cray-1

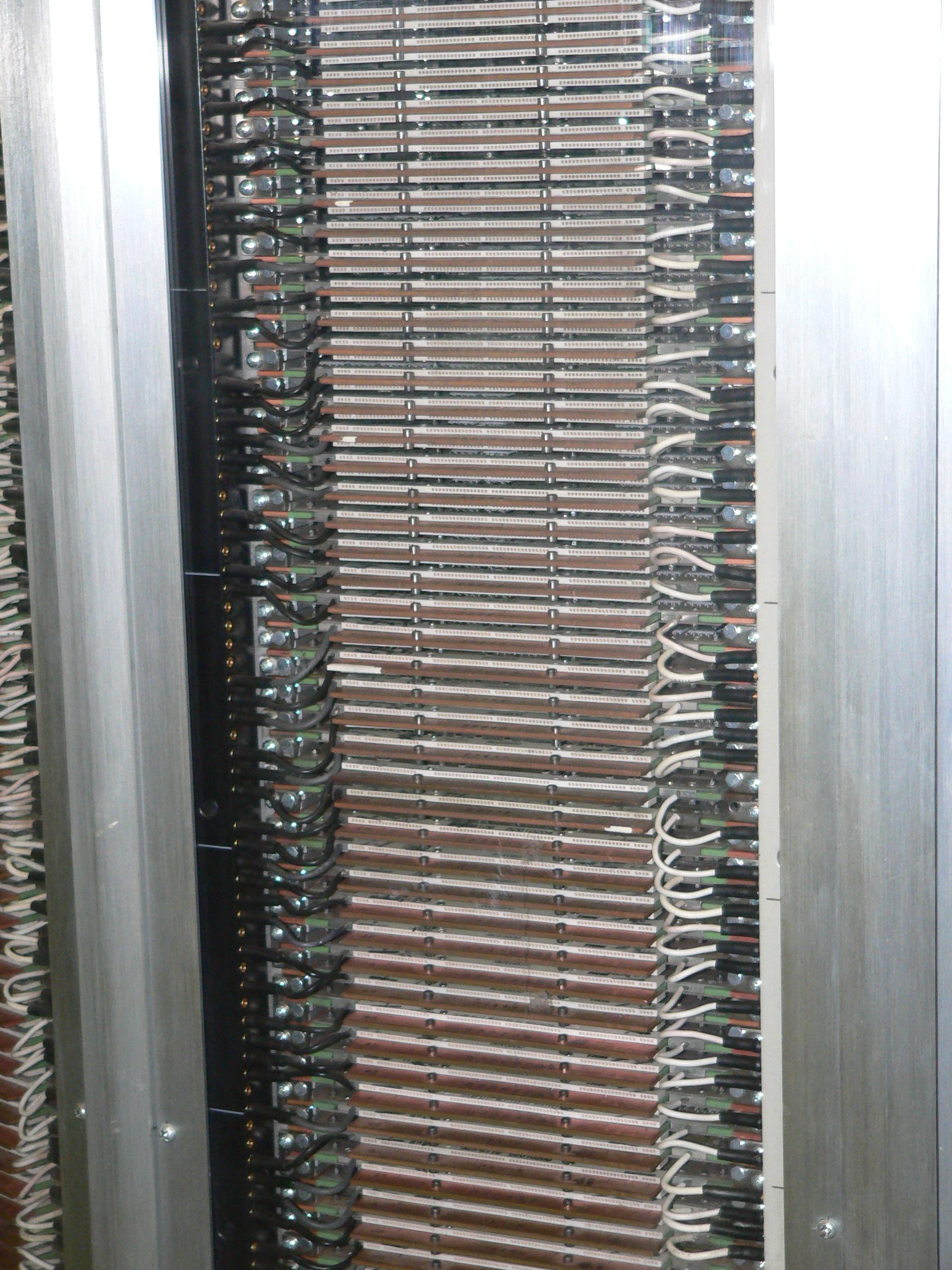
Logic boards
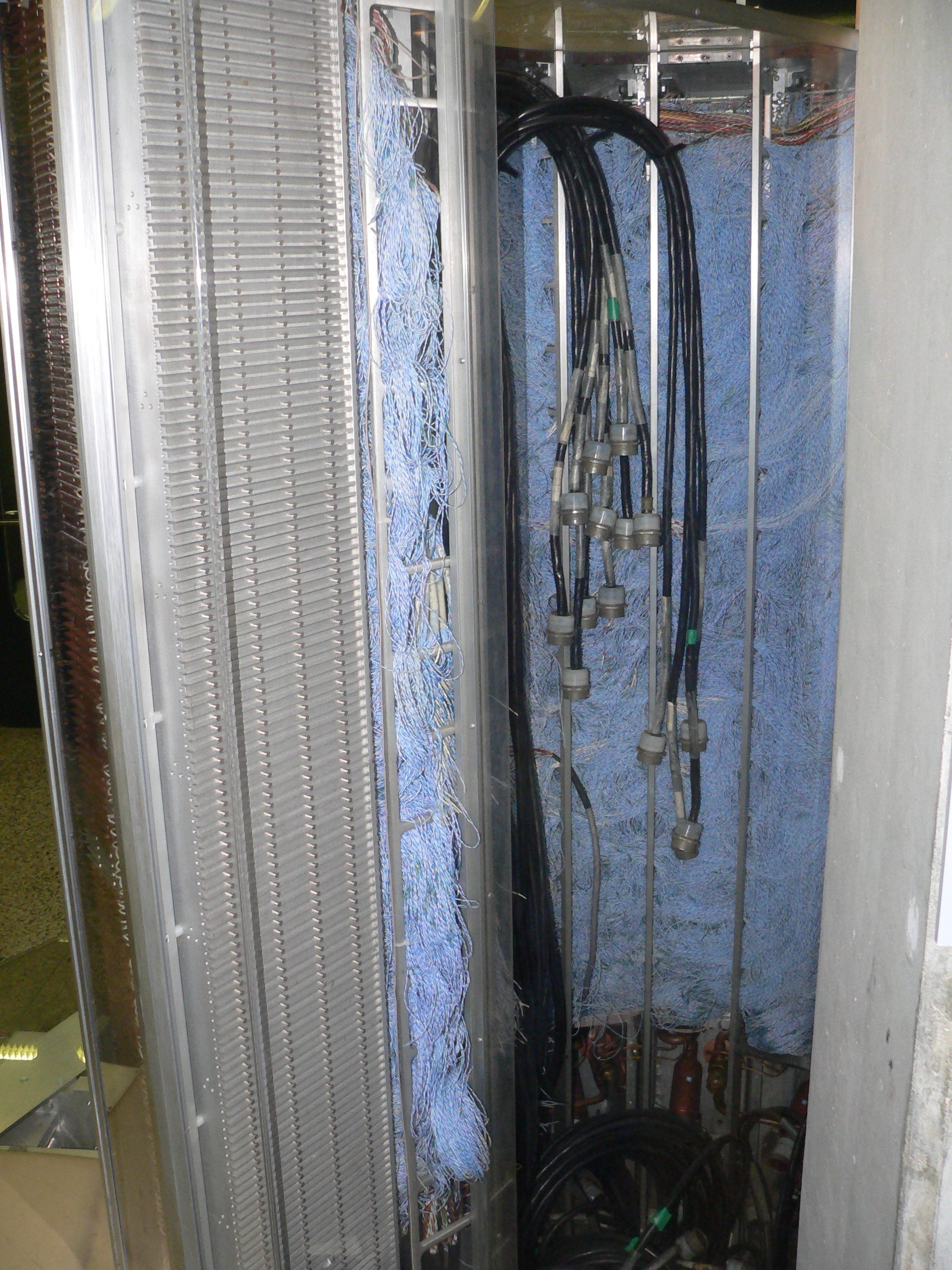
Inside of the tower
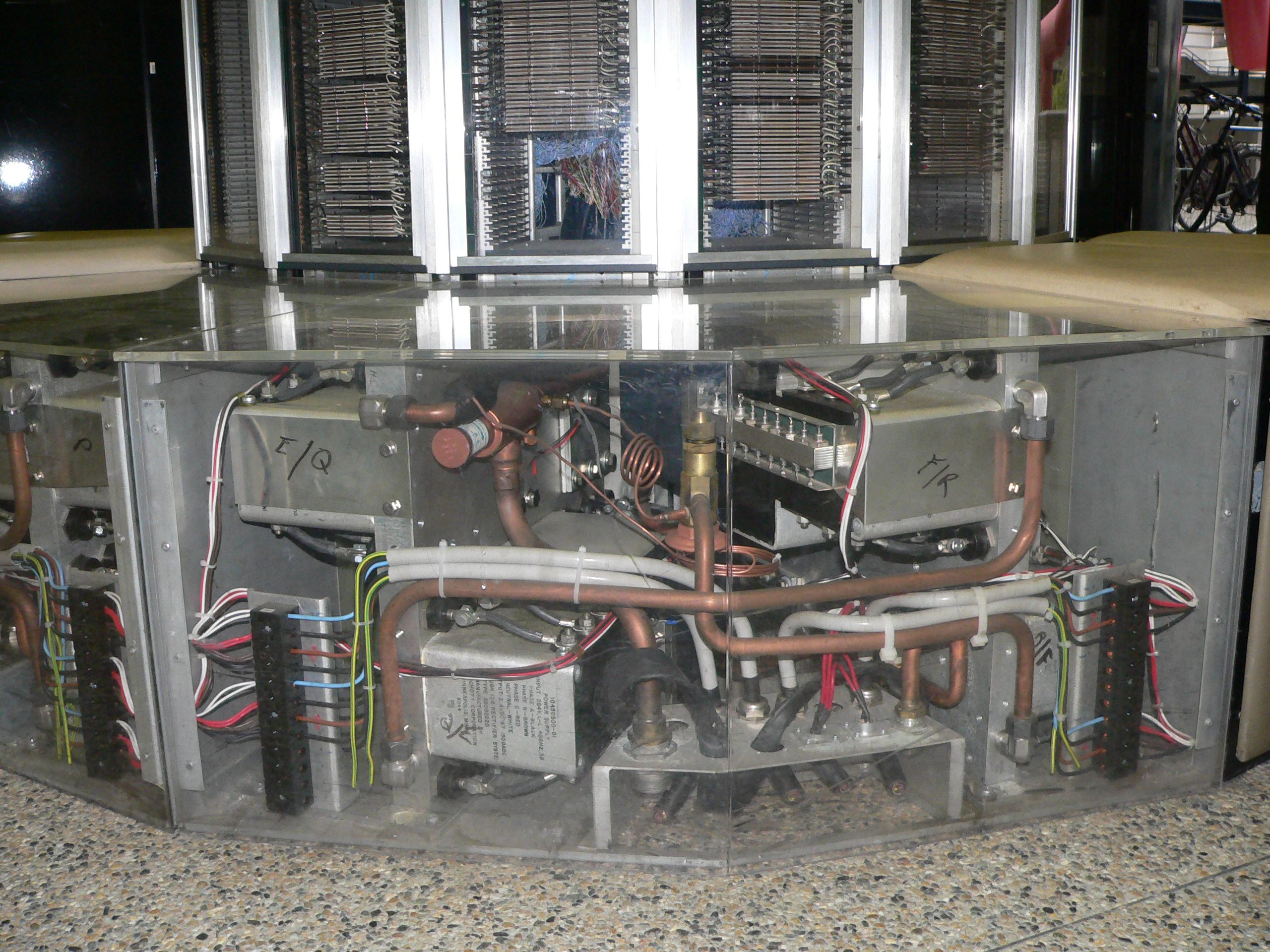
Cooling system
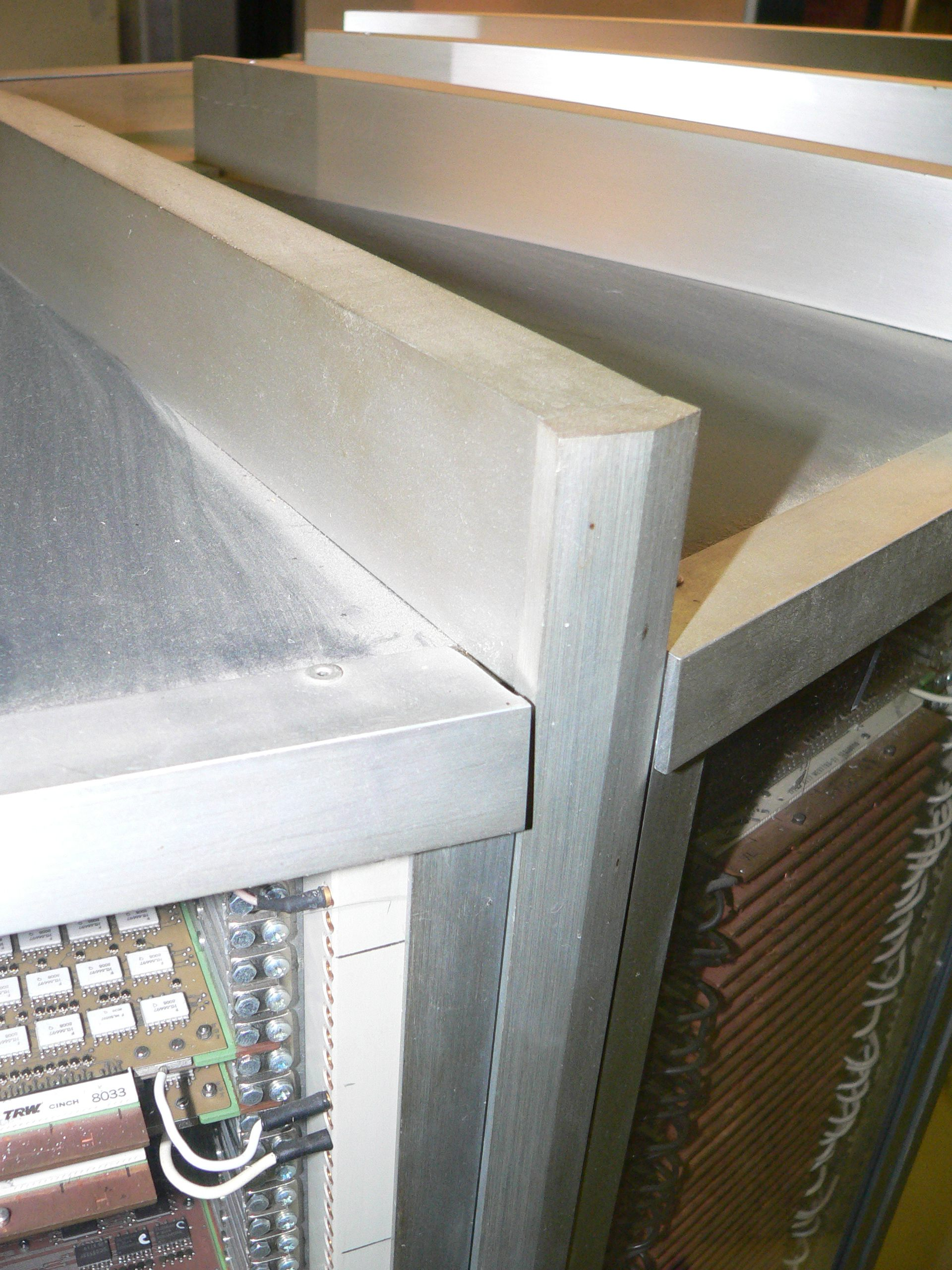
Top of the casing
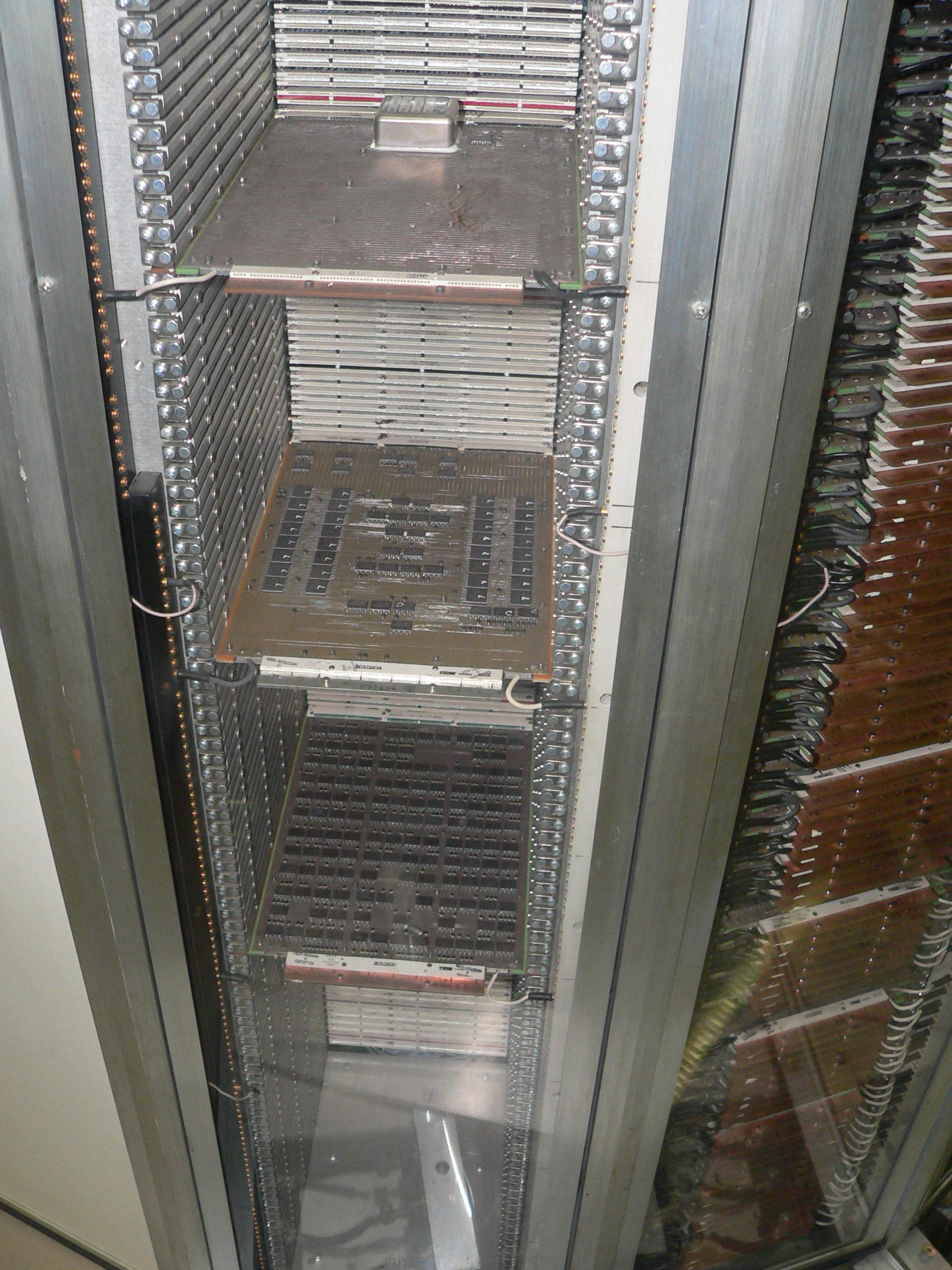
Close-up of logic boards
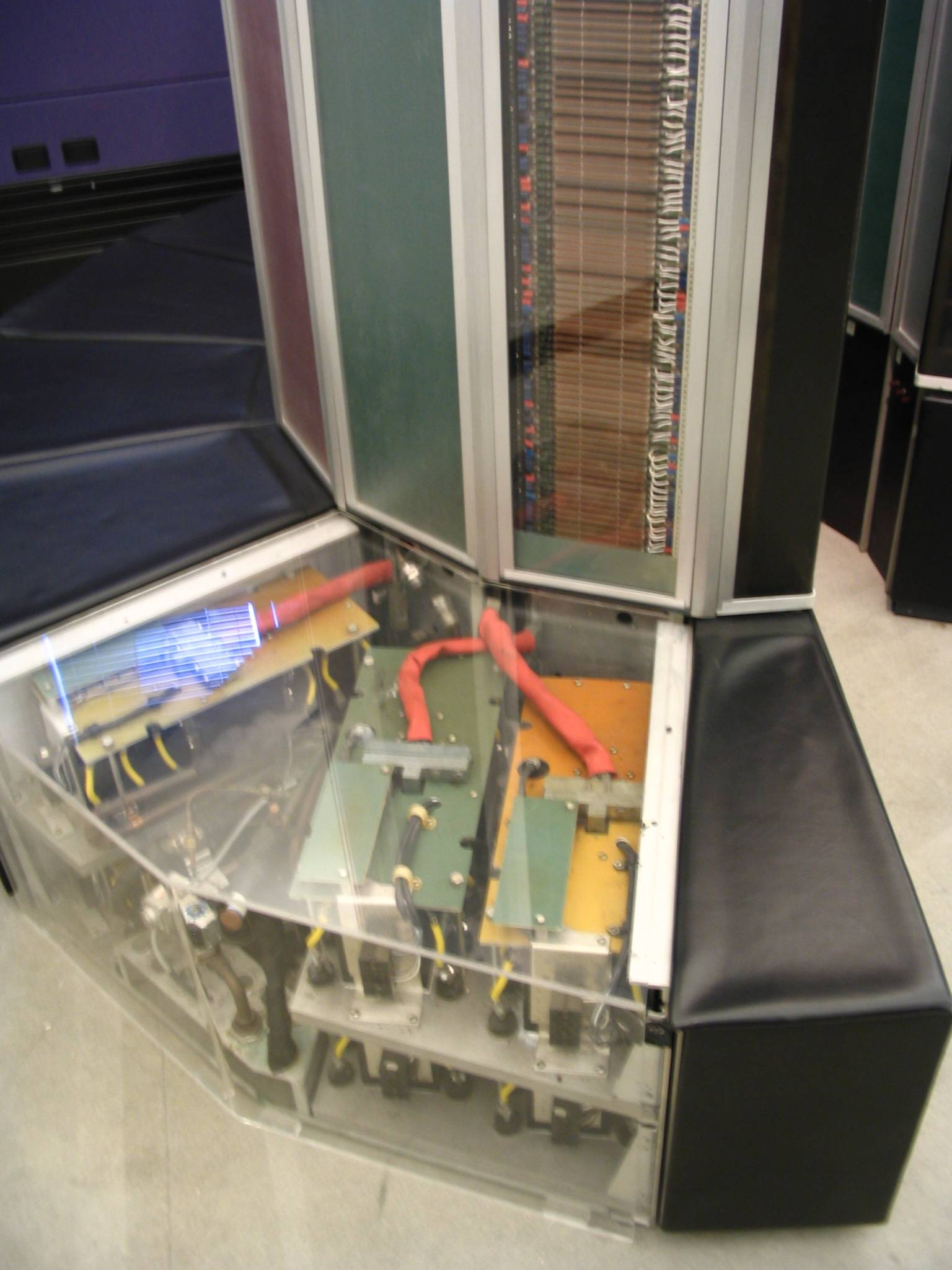
Cray-1A power supply detail
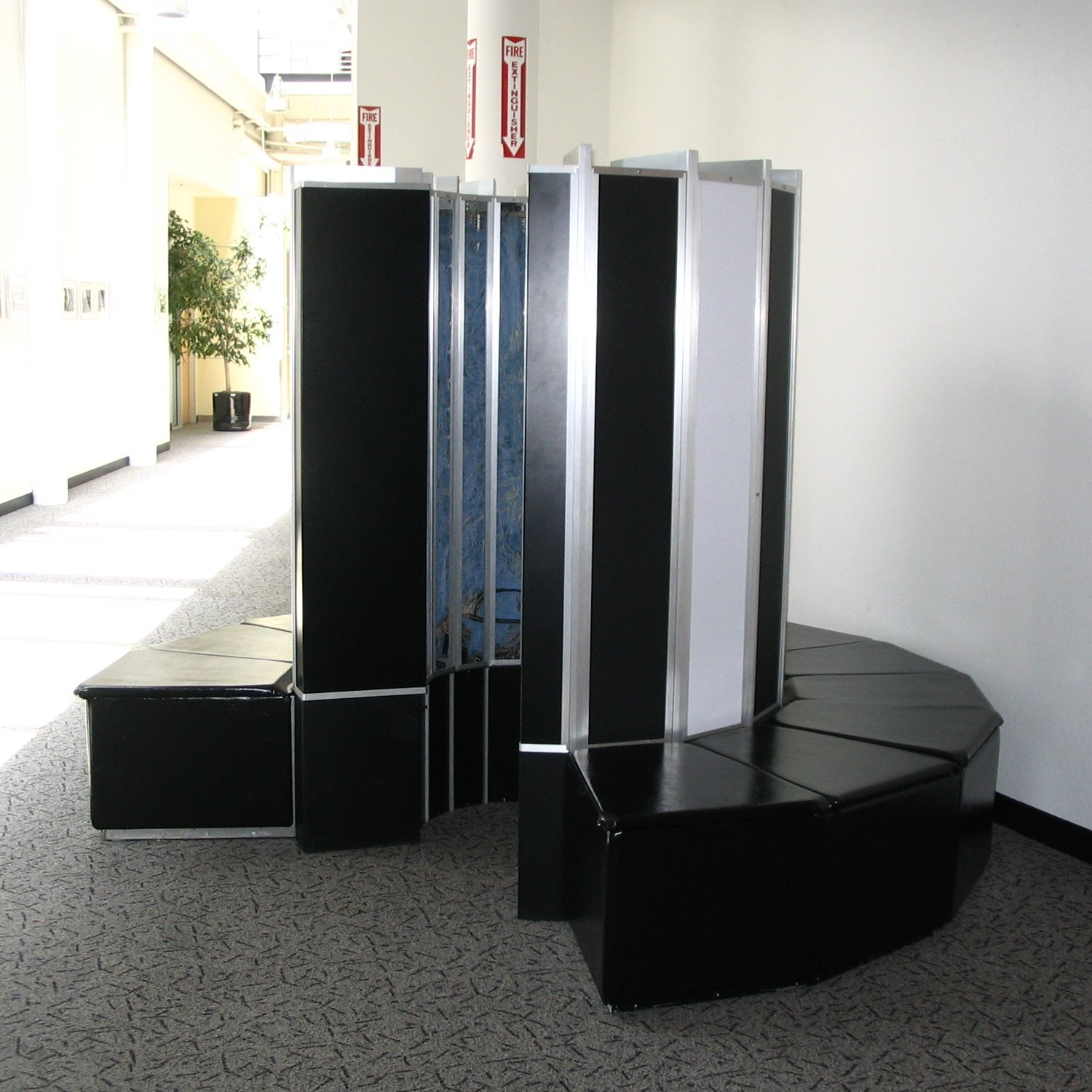
Cray-1 at Computer History Museum
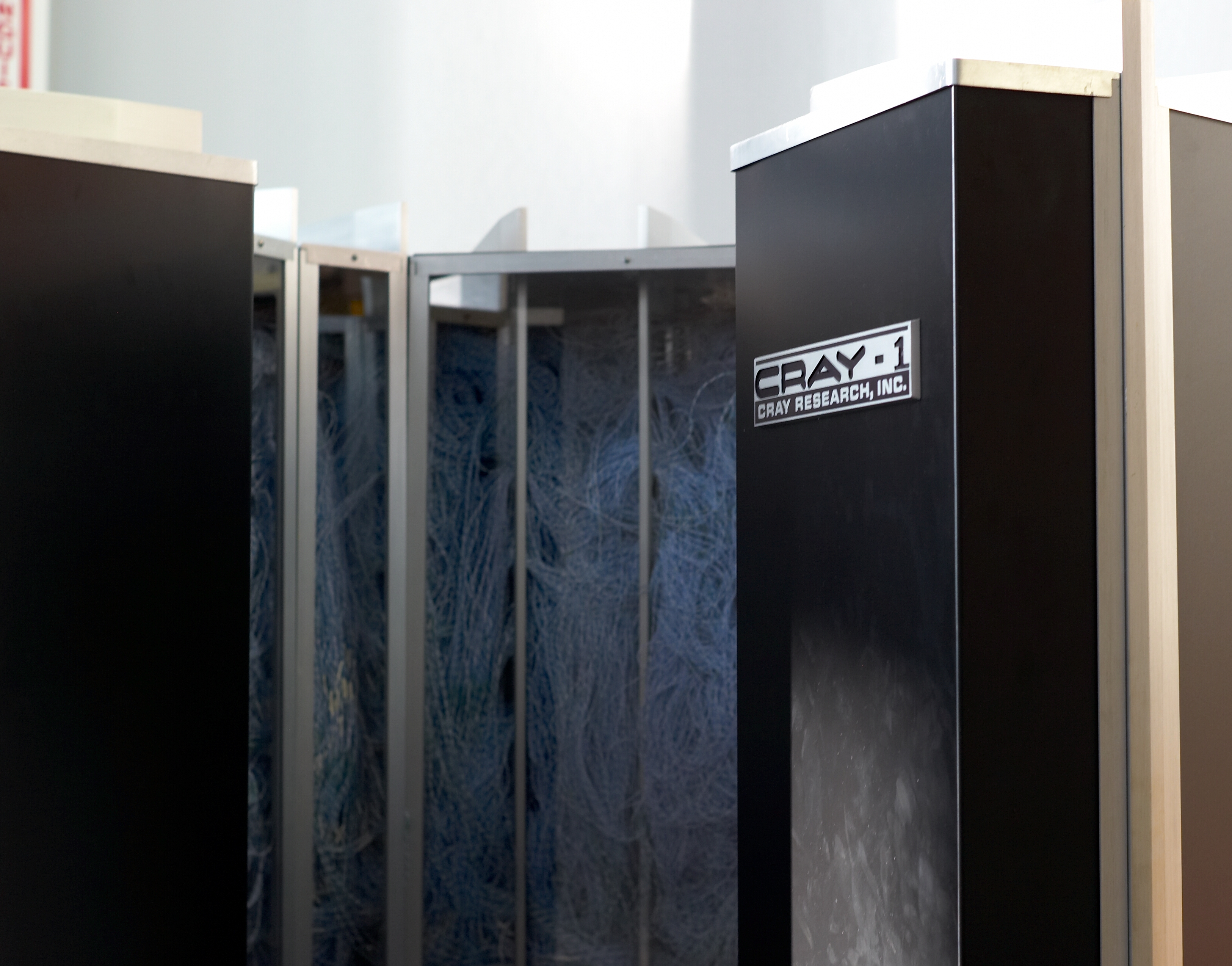
Cray-1 at Computer History Museum
Cray-XMP at Center for Advanced Computation, University of Illinois NCSACray-XMP at Center for Advanced Computation, University of Illinois NCSA
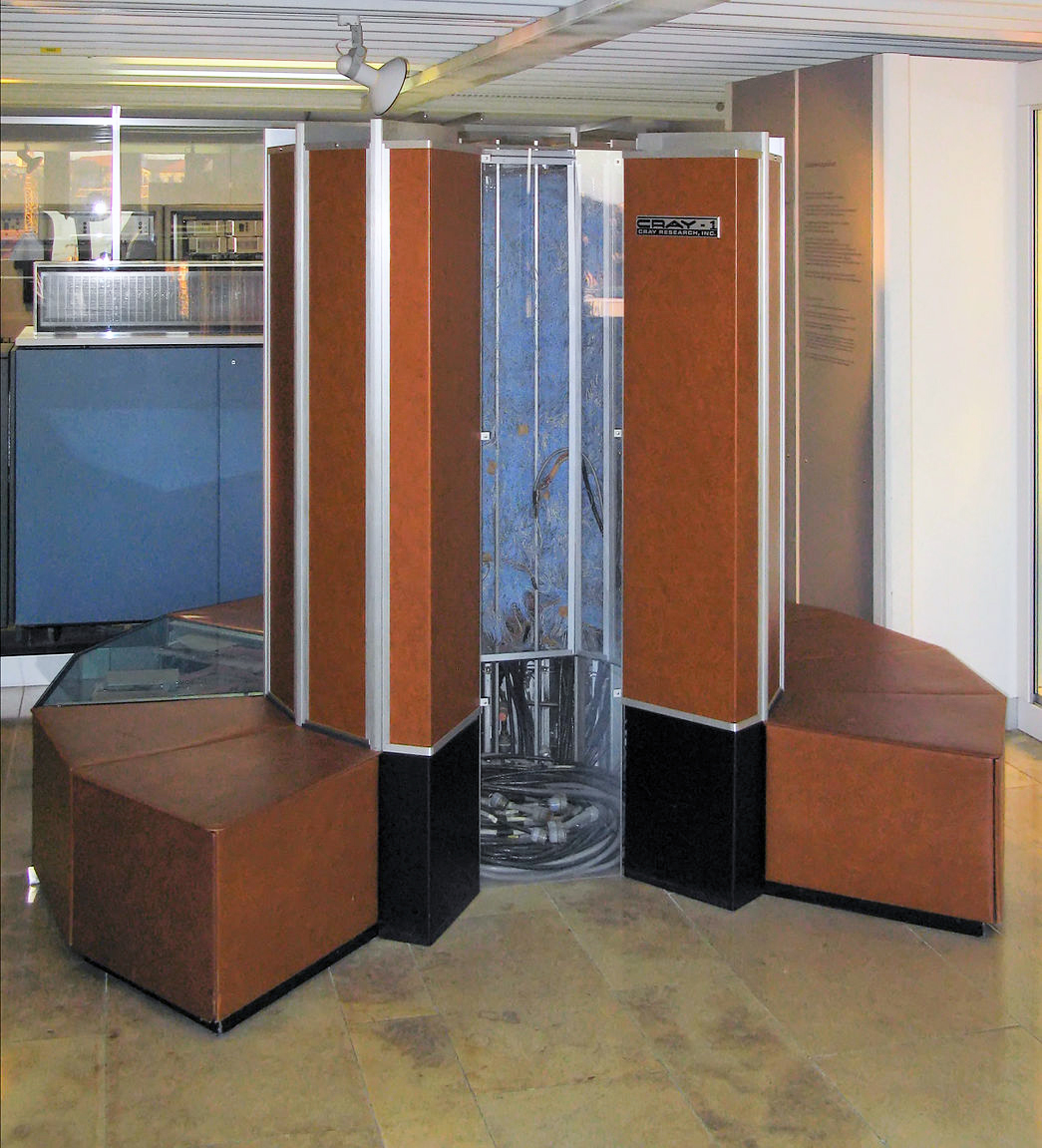
Cray-1 at Deutsches Museum
Cray-XMP at Digital ProductionsCray-XMP at Digital Productions
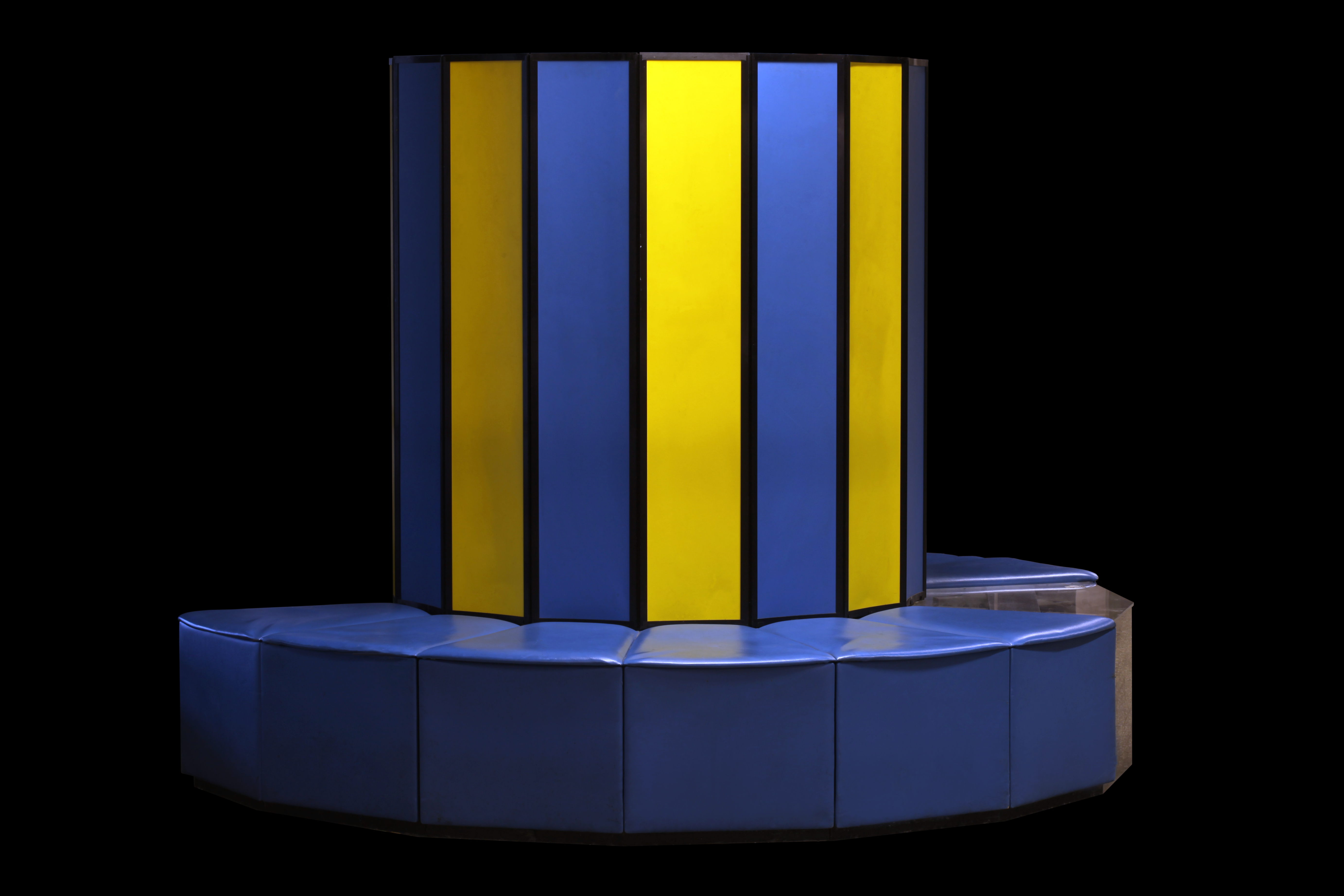
Cray-XMP48 at the École Polytechnique Fédérale de Lausanne